# NGC 6440
NGC 6440 est un amas globulaire situé dans la constellation du Sagittaire à environ 27 725 a.l. (8,5 kpc) du Soleil et à 4 250 a.l. (1,3 kpc) du centre de la Voie lactée. Il a été découvert par l'astronome germano-britannique William Herschel en 1786.

## Caractéristiques
Selon la base de données Simbad, la vitesse radiale héliocentrique de cet amas est égale à −69,4 ± 0,9 km/s. William W. Harris indique une valeur un peu plus grande, soit −76,6 ± 2,7 km/s. Cet amas est presque sphérique, car son ellipticité est presque nulle, soit une valeur de 0,01.
Selon une étude publiée en 2011 par J. Boyles et ses collègues, la métallicité de l'amas globulaire NGC 6440 est égale à -0,36 et sa masse est égale à 811 000 {\displaystyle M_{\odot }}. Dans cette même étude, la distance de l'amas est aussi estimée à environ 8,5 kpc (∼27 700 al).
Deux valeurs de la métallicité sont indiquées sur Simbad : -0,39 et -0,49. La valeur indiquée par Harris est aussi de -0,36. Une métallicité comprise entre -0,49 et -0,36 signifie que la concentration en fer de NGC 6440 est comprise entre 32 % et 44 % de celle du Soleil. Après le Big Bang, l'Univers étant surtout composé d'hydrogène et d'hélium, la métallicité était pratiquement nulle. L'univers s'est progressivement enrichi en métaux (éléments plus lourds que l'hélium) grâce à la synthèse de ceux-ci dans le cœur des étoiles. La métallicité des amas du halo de la Voie lactée varie d'un centième à un dixième de la métallicité solaire, ce qui signifie que ces amas se décomposent en deux sous-groupes, les relativement jeunes et les vieux. Selon sa métallicité, NGC 6440 serait donc un amas relativement jeune et riche en métaux, âgé de 10,0 milliards d'années.

## Galerie

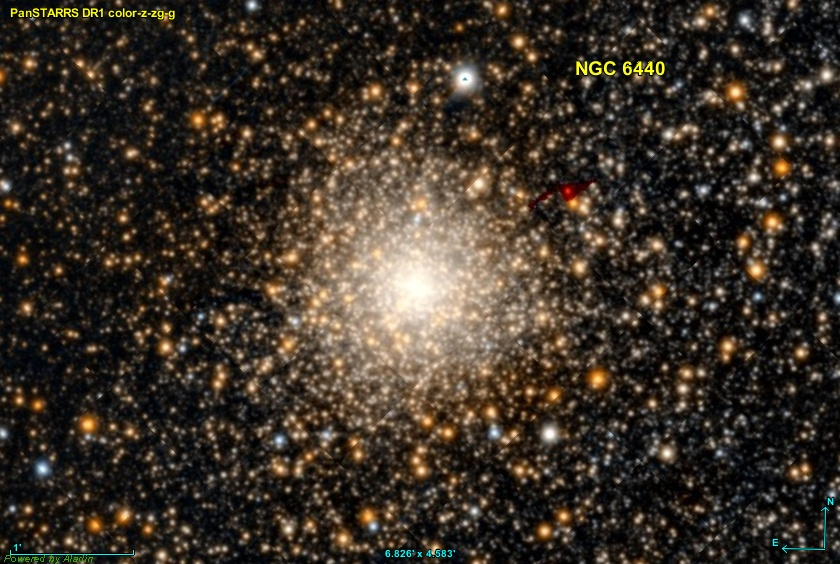
NGC 6440 par le relevé Pan-STARRS.
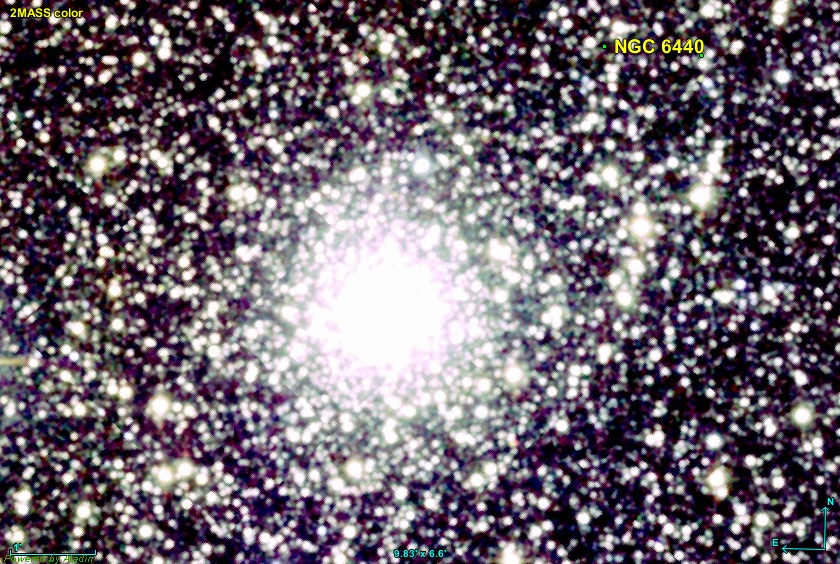
NGC 6440 en infrarouge par le relevé 2MASS.